# Lichenomphalia
 (juin 2025).
Si vous disposez d'ouvrages ou d'articles de référence ou si vous connaissez des sites web de qualité traitant du thème abordé ici, merci de compléter l'article en donnant les références utiles à sa vérifiabilité et en les liant à la section « Notes et références ».
Genre
Lichenomphalia est un genre de champignons basidiomycètes de la famille des Hygrophoraceae.

## Liste d'espèces
- Lichenomphalia alpina (Britzelm.) Redhead, Lutzoni, Moncalvo & Vilgalys, (2002)
- Lichenomphalia altoandina Sand.-Leiva & Niveiro, (2017)
- Lichenomphalia aurantiaca (Redhead & Kuyper) Redhead, Lutzoni, Moncalvo & Vilgalys, (2002)
- Lichenomphalia chromacea (Cleland) Redhead, Lutzoni, Moncalvo & Vilgalys, (2002)
- Lichenomphalia cinereispinula Neville & Fouchier, (2009)
- Lichenomphalia hudsoniana (H.S.Jenn.) Redhead, Lutzoni, Moncalvo & Vilgalys, (2002)
- Lichenomphalia lobata (Redhead & Kuyper) Redhead, Lutzoni, Moncalvo & Vilgalys, (2002)
- Lichenomphalia luteovitellina (Pilát & Nannf.) Redhead, Lutzoni, Moncalvo & Vilgalys, (2008)
- Lichenomphalia meridionalis (Contu & La Rocca) P.-A.Moreau & Courtec., (2008)
- Lichenomphalia oreades (Singer) Voitk, Thorn & I.Saar, (2017)
- Lichenomphalia pararustica (Clémençon) Elborne, (2008)
- Lichenomphalia tasmanica Kantvilas, (2012)
- Lichenomphalia umbellifera (L.) Redhead, Lutzoni, Moncalvo & Vilgalys, (2002)
- Lichenomphalia velutina (Quél.) Redhead, Lutzoni, Moncalvo & Vilgalys, (2002)
- Lichenomphalia wallacei (P.D.Orton) Lüderitz, (2018)